# Piazza Armerina
Piazza Armerina ist eine italienische Gemeinde im Freien Gemeindekonsortium Enna in der Autonomen Region Sizilien mit 20.619 Einwohnern (Stand 31. Dezember 2023).

## Lage und Daten
Piazza Armerina liegt 32 km südlich von Enna. Die Einwohner arbeiten hauptsächlich in der Landwirtschaft oder in der Industrie. In der Industrie werden insbesondere Bekleidung, Baumaterialien und Werkzeug produziert.
Die Ortsteile von Piazza Armerina sind Monte mit dem Colle mira, Floristella, Grottacalda, Polleri, Santa Croce, Ileano, Azzolina, Farrugio und Serrafina. Die Nachbargemeinden sind Aidone, Assoro, Barrafranca, Caltagirone (CT), Enna, Mazzarino (CL), Mineo (CT), Mirabella Imbaccari (CT), Pietraperzia, Raddusa (CT), San Cono (CT), San Michele di Ganzaria (CT) und Valguarnera Caropepe.
Die Gemeinde liegt im Geopark Rocca di Cerere.

## Geschichte
Die Gegend ist seit vorgeschichtlicher Zeit von Menschen bewohnt. Auf dem Gemeindegebiet wurden Reste von Siedlungen und einer Nekropole aus dem 8. Jahrhundert v. Chr. gefunden. Auch die Römer haben sich später hier niedergelassen, wie die Villa Romana del Casale erkennen lässt. Ab dem 14. Jahrhundert wanderten vor allem Lombarden ein und siedelten auf dem Berg. Die wachsende Stadt wurde mit einer Mauer umgeben, die jedoch bald nicht mehr alle neuen Wohnviertel fassen konnte. Die Stadt dehnte sich auf den Hügeln und Hängen der Umgebung weiter aus.
Das heutige Piazza Armerina wurde im Jahre 1080 gegründet. Im Jahre 1161 wurde die Stadt von den Normannen zerstört. Sie wurde ab dem Jahre 1163 wieder aufgebaut. Im Mittelalter entwickelte sich dann die eigentliche Stadt. Im Jahre 1296 tagte hier das sizilianische Parlament. Seit 1817 ist die Stadt Bischofssitz.

## Infrastruktur
Nachdem die Bahnlinien nach Piazza Armerina zwischen 1969 und 1971 eingestellt wurden, ist die Stadt heute nur noch auf der Straße zu erreichen.

## Sehenswürdigkeiten

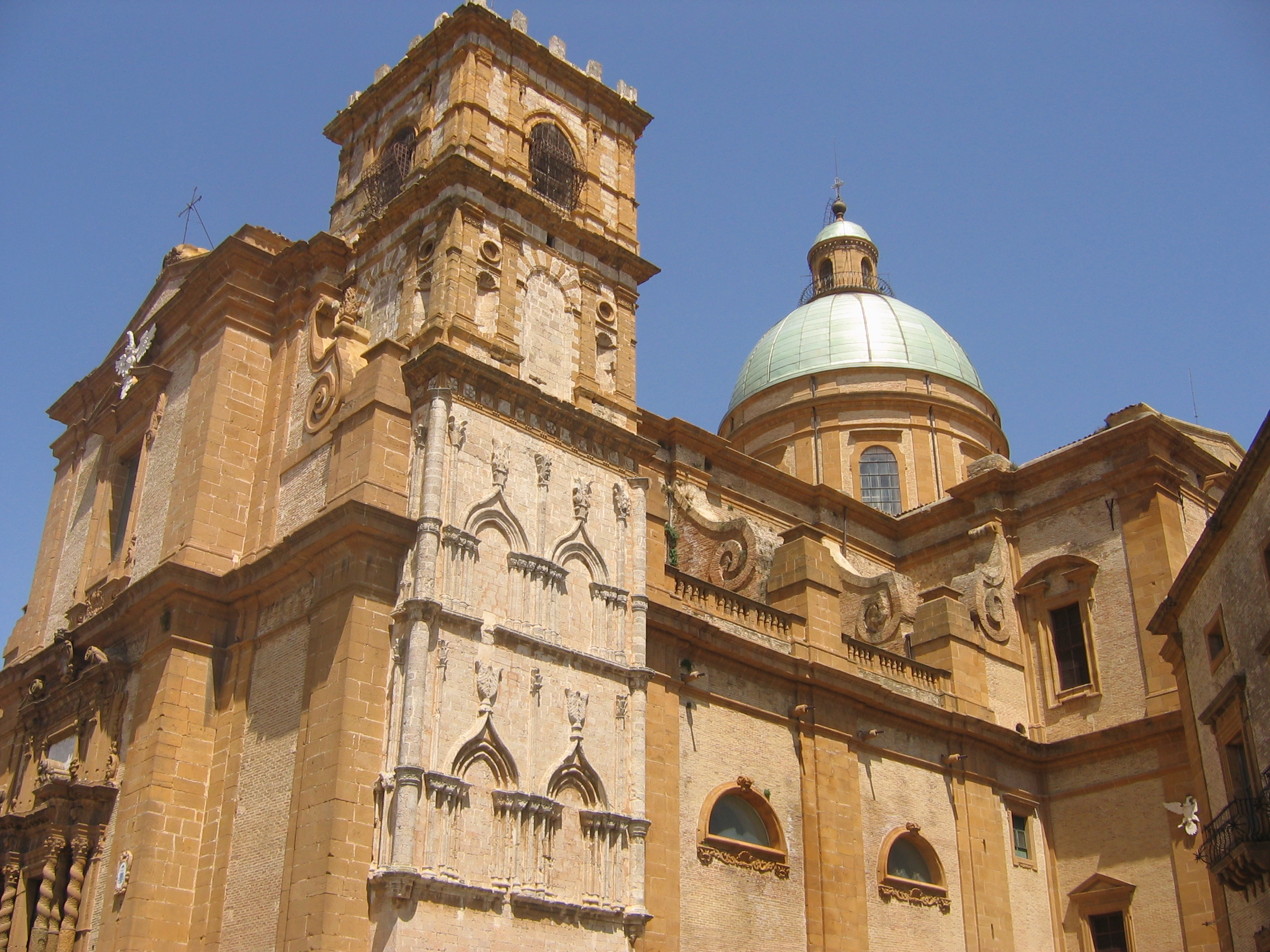
Kathedrale

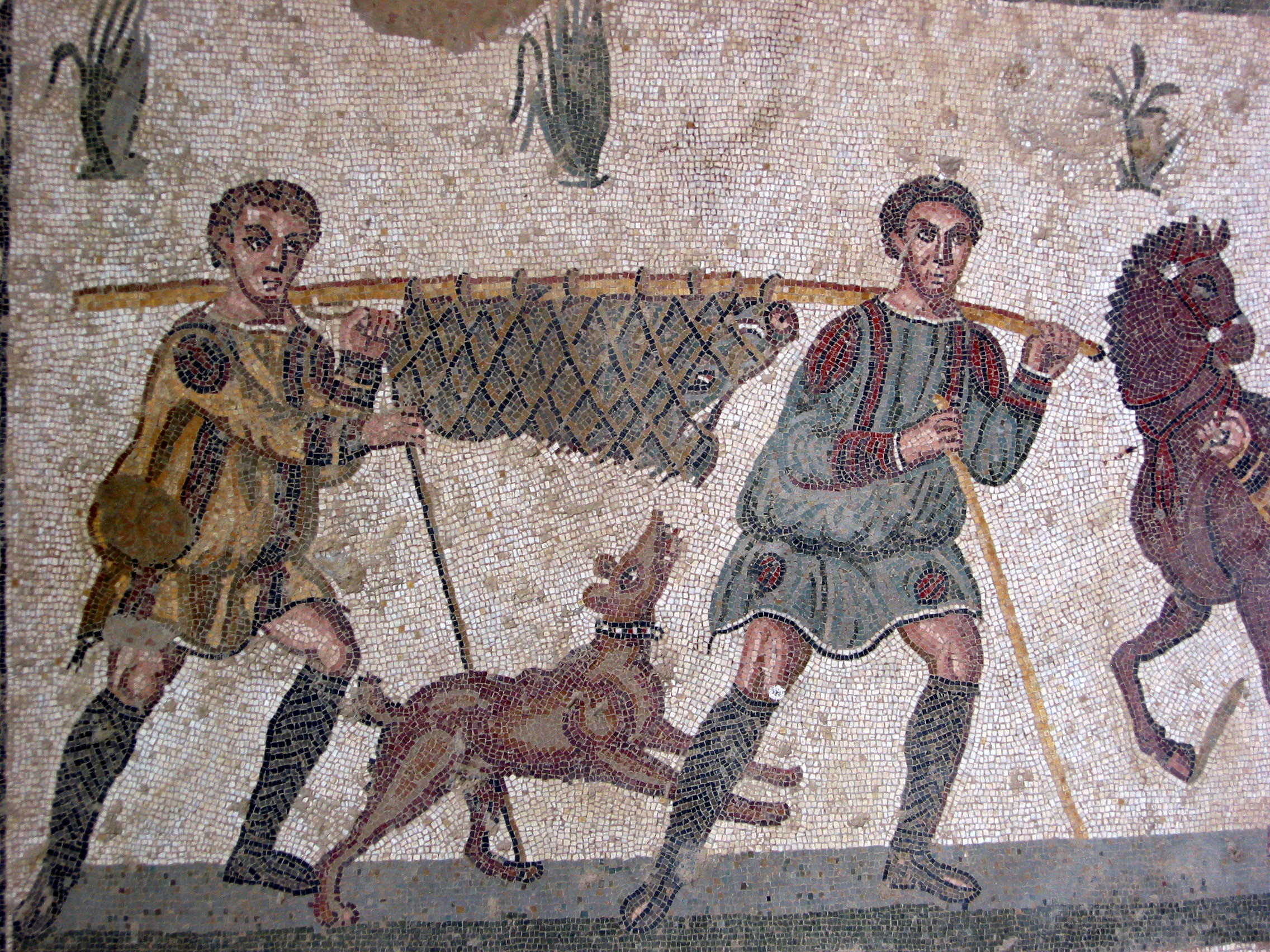
Mosaik in der Villa del Casale

### In der Stadt
- Die Kathedrale Maria Santissima delle Vittorie, Bischofskirche des Bistums Piazza Armerina, wurde ab 1604 erbaut; der Glockenturm stammt von der Vorgängerkirche. Die Kirche auf dem Hügel beherrscht weithin sichtbar das Stadtbild. Ein kleines Museum (Museo Diocesano) ist der Kirche angeschlossen, in dem Gewänder, Monstranzen und Schreine der Erzbischöfe gezeigt werden.[2]
- Palazzo Trigona am Domplatz mit der Gemäldegalerie
- Palazzo Senatoro an der Piazza Garibaldi
- Kirche Sant’Ignazio, eine Kirche im Barockstil
- Kastell Spinelli aus dem 14. Jahrhundert, eine von Aragoniern errichtete Burg im Herzen der Stadt
- Garibaldi-Theater
- Commenda dei Cavalieri di Malta wurde um 1150 über der Kirche S. Maria del Soccorso errichtet. Die Kirche fällt durch ihre Schlichtheit auf. Der Grundriss und die glücklichen Proportionen, im Zusammenspiel mit der rotgelben Farbe des Materials, hinterlassen einen ernsten Eindruck. Die Nutzung als Wehrkirche bezeugen das ursprünglich erhöhte Portal und die Schlitze im Mauerwerk.

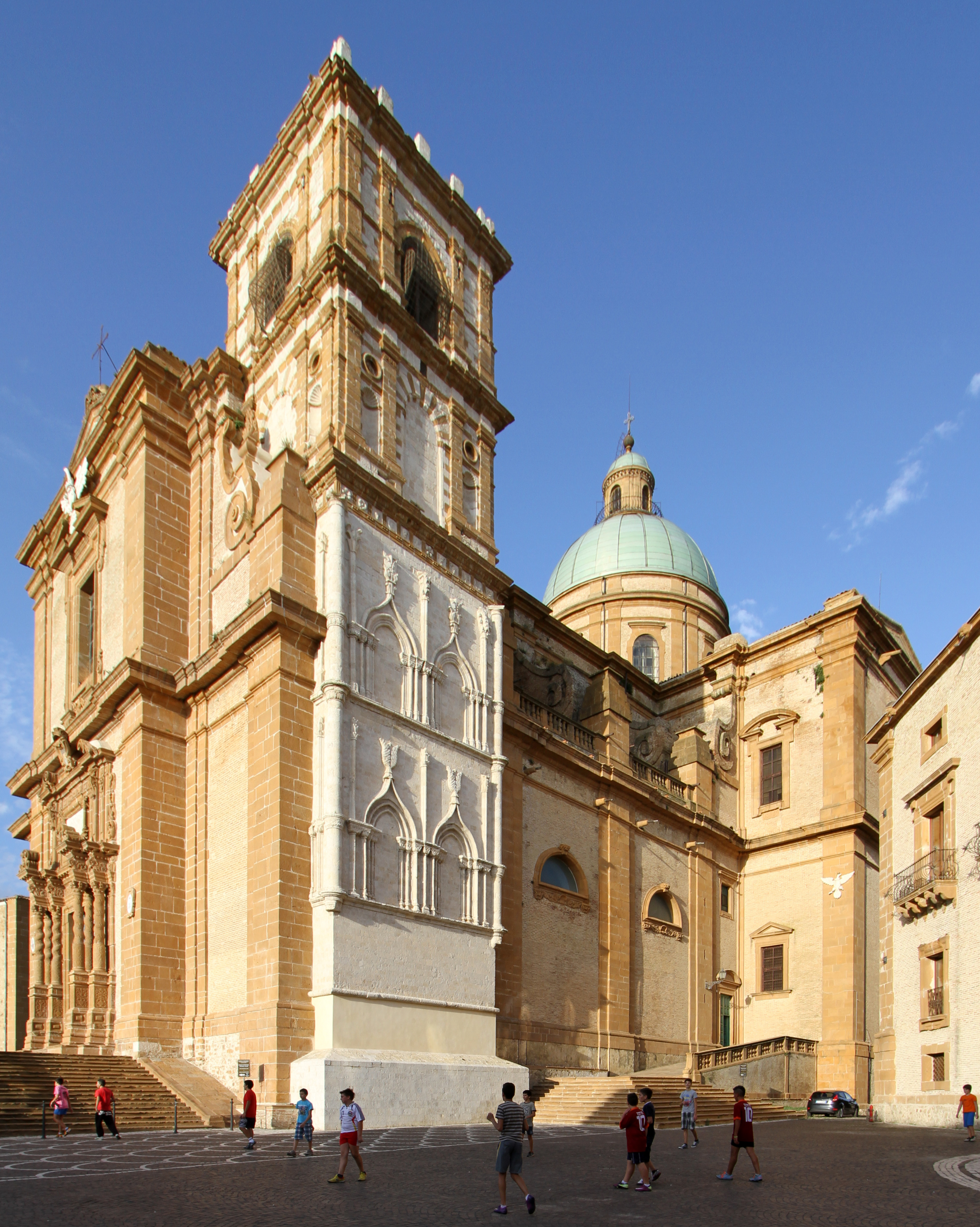
Die Kathedrale
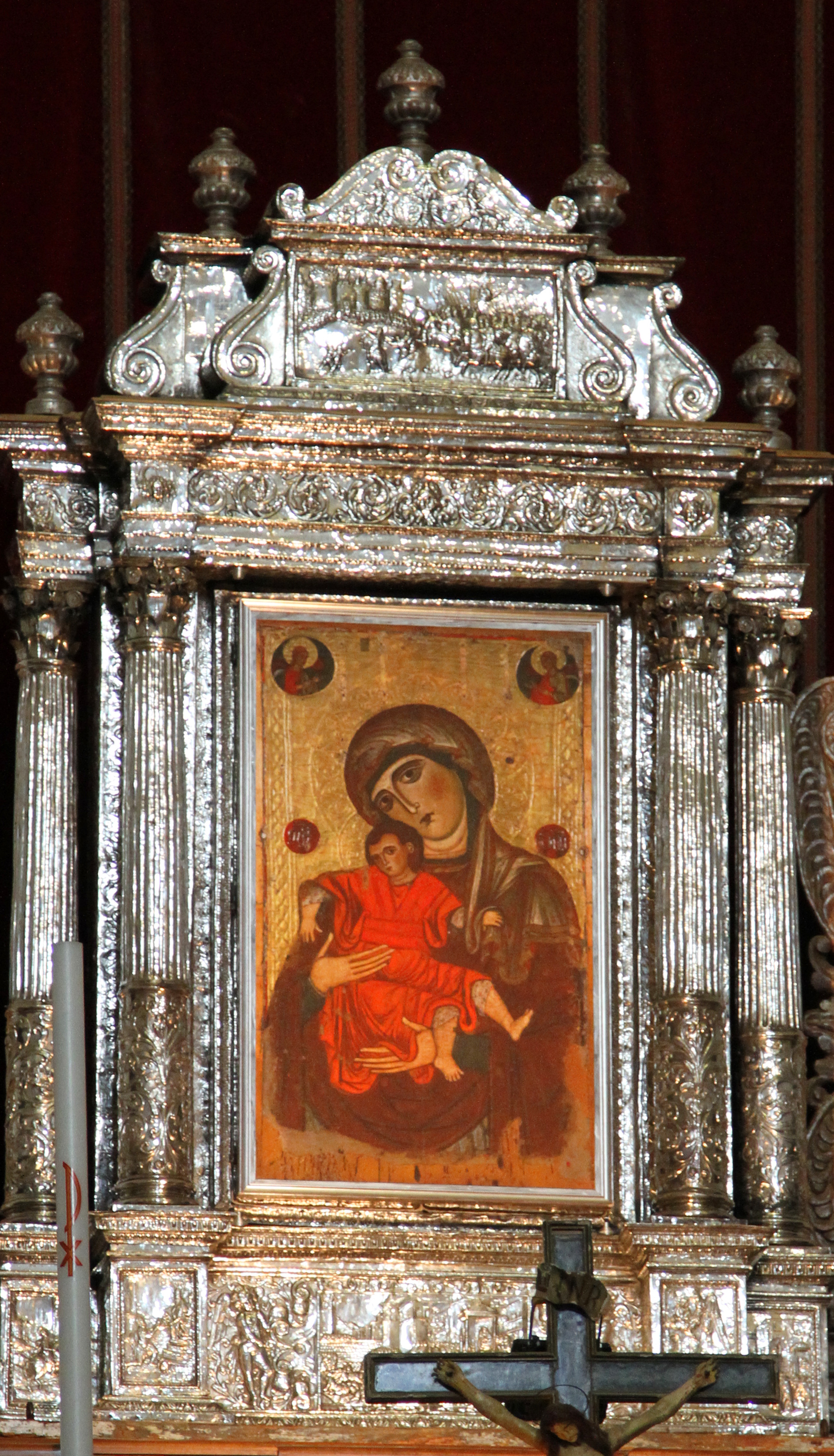
In der Kathedrale
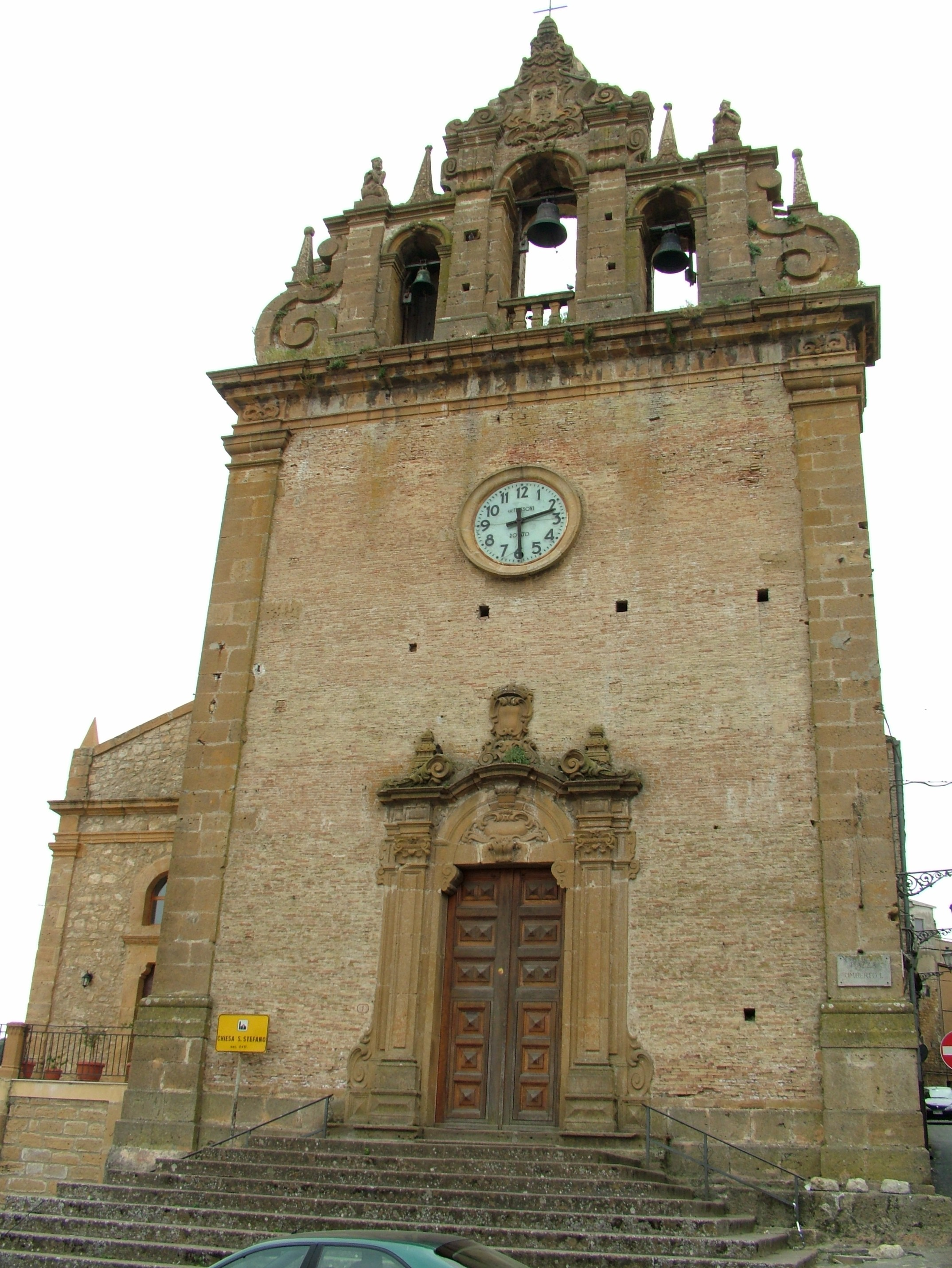
Kirche S. Stefano
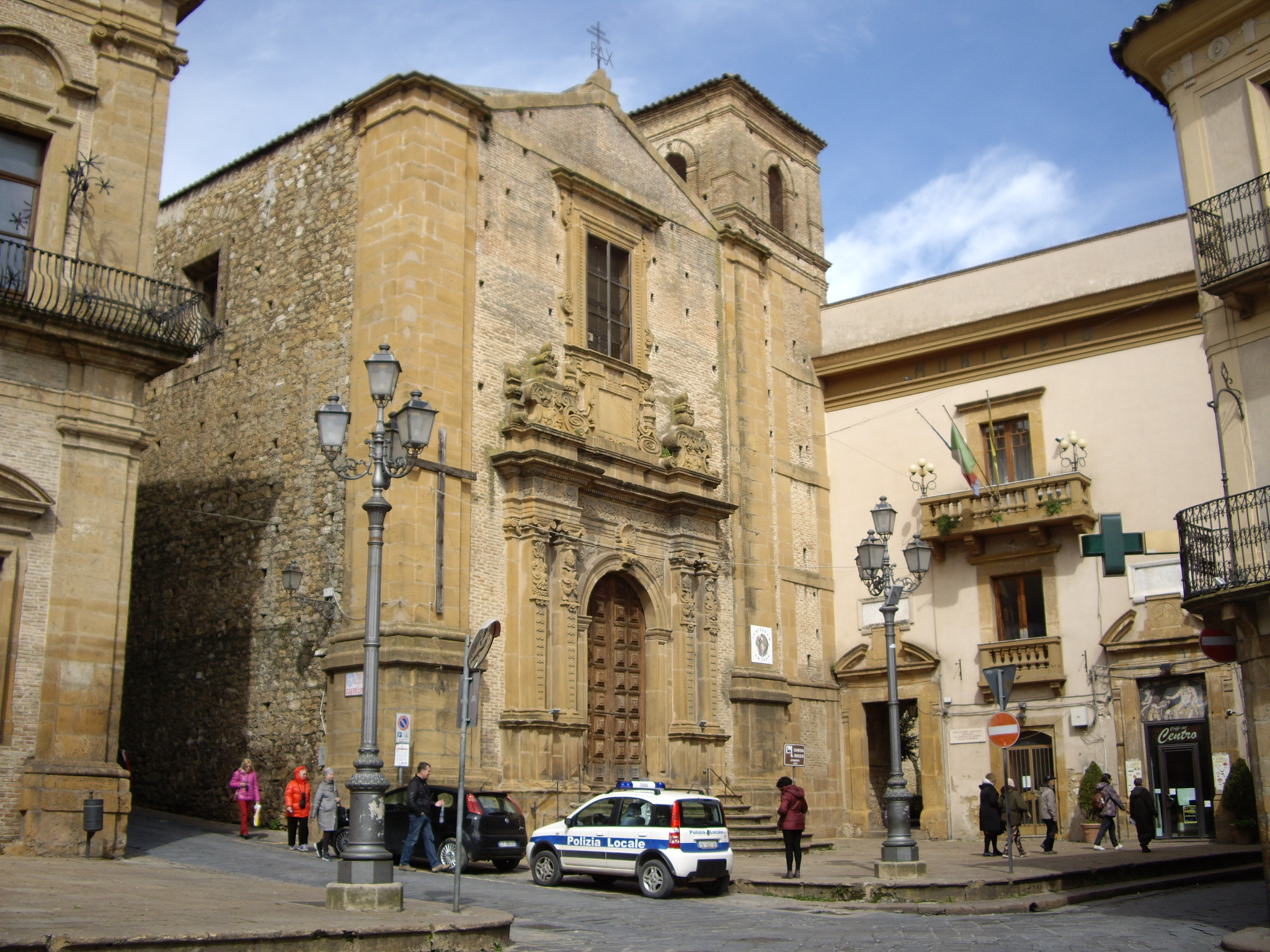
Kirche S. Rocco
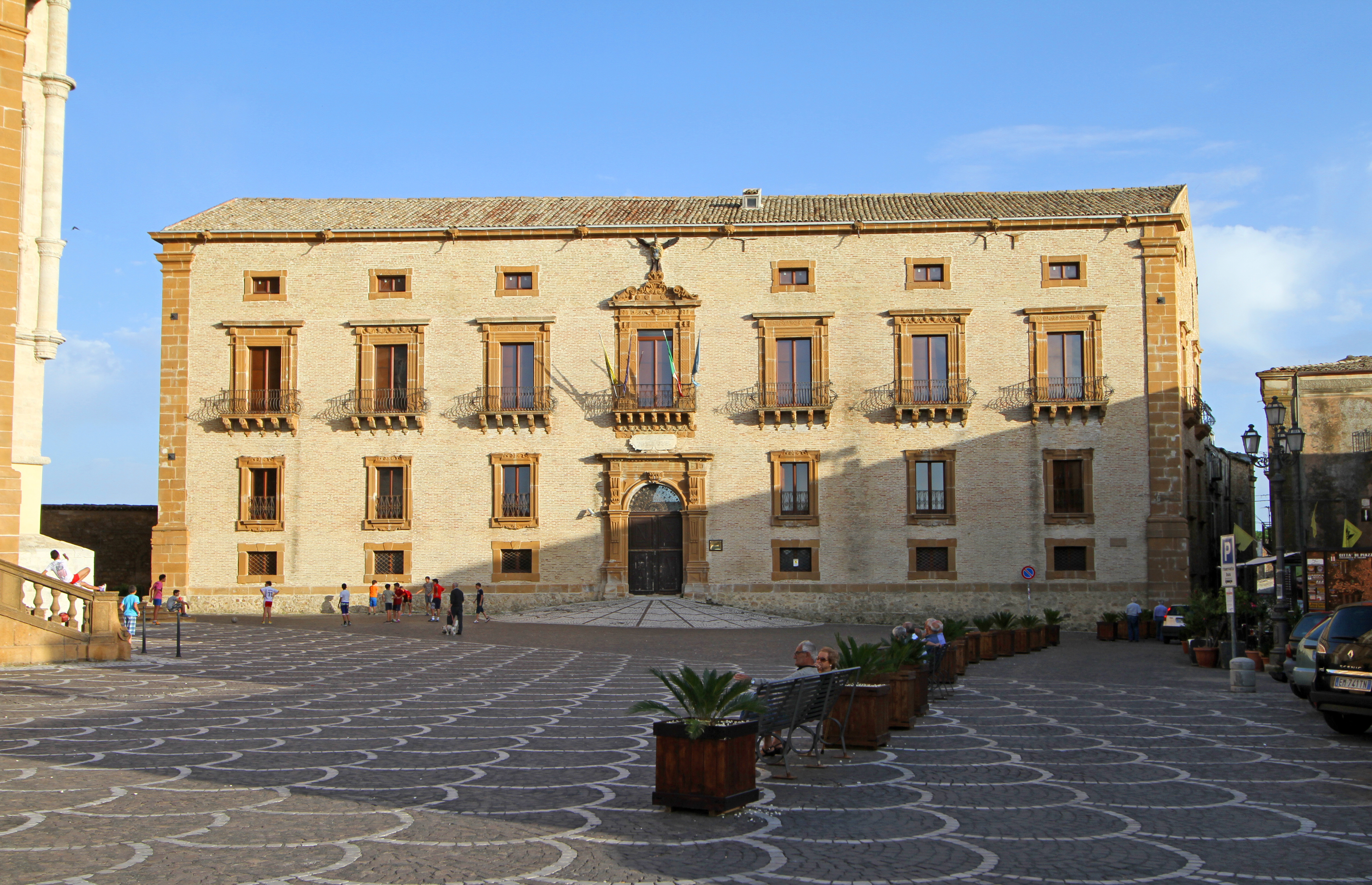
Palazzo Trigona
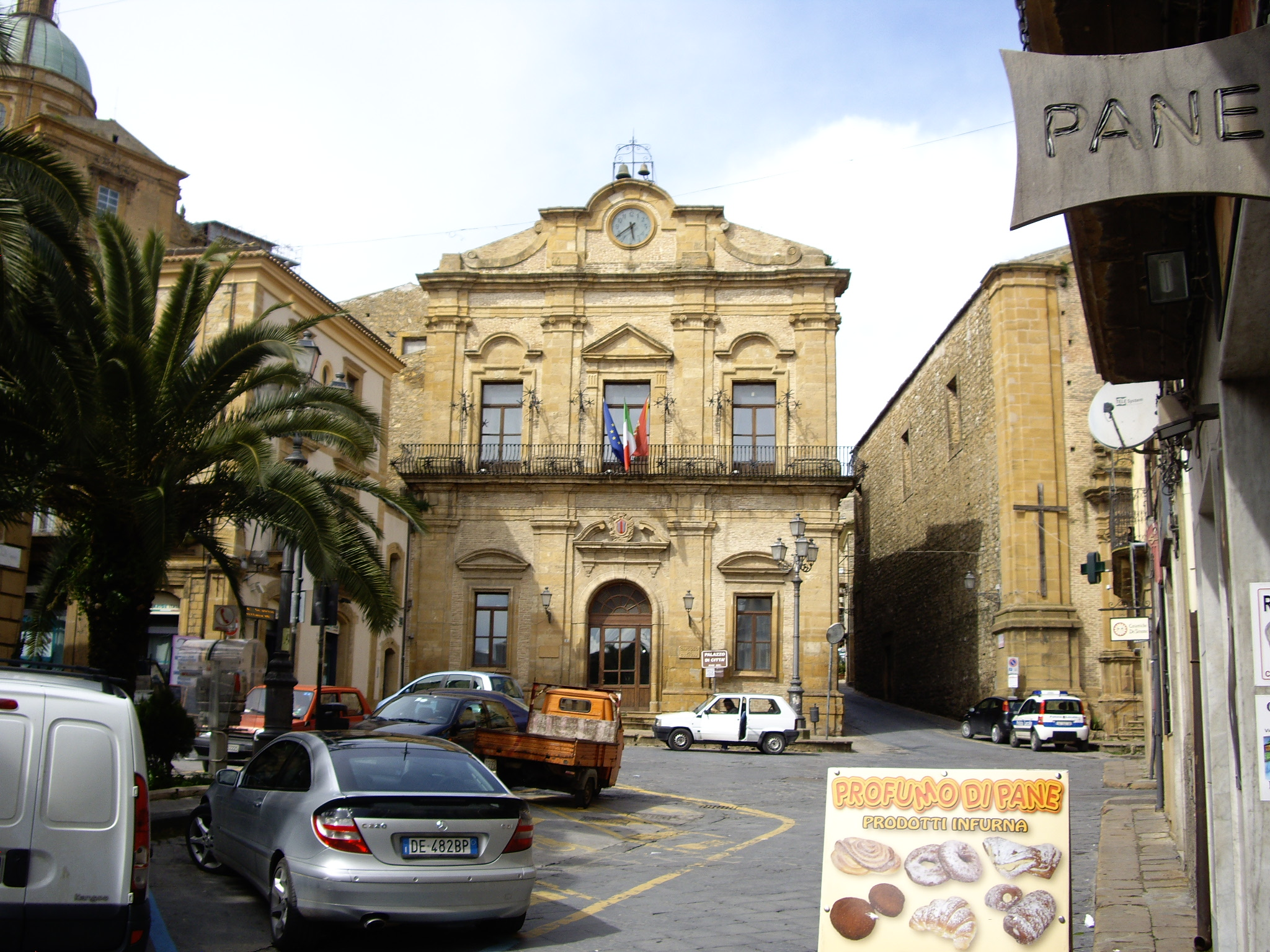
Palazzo di Città
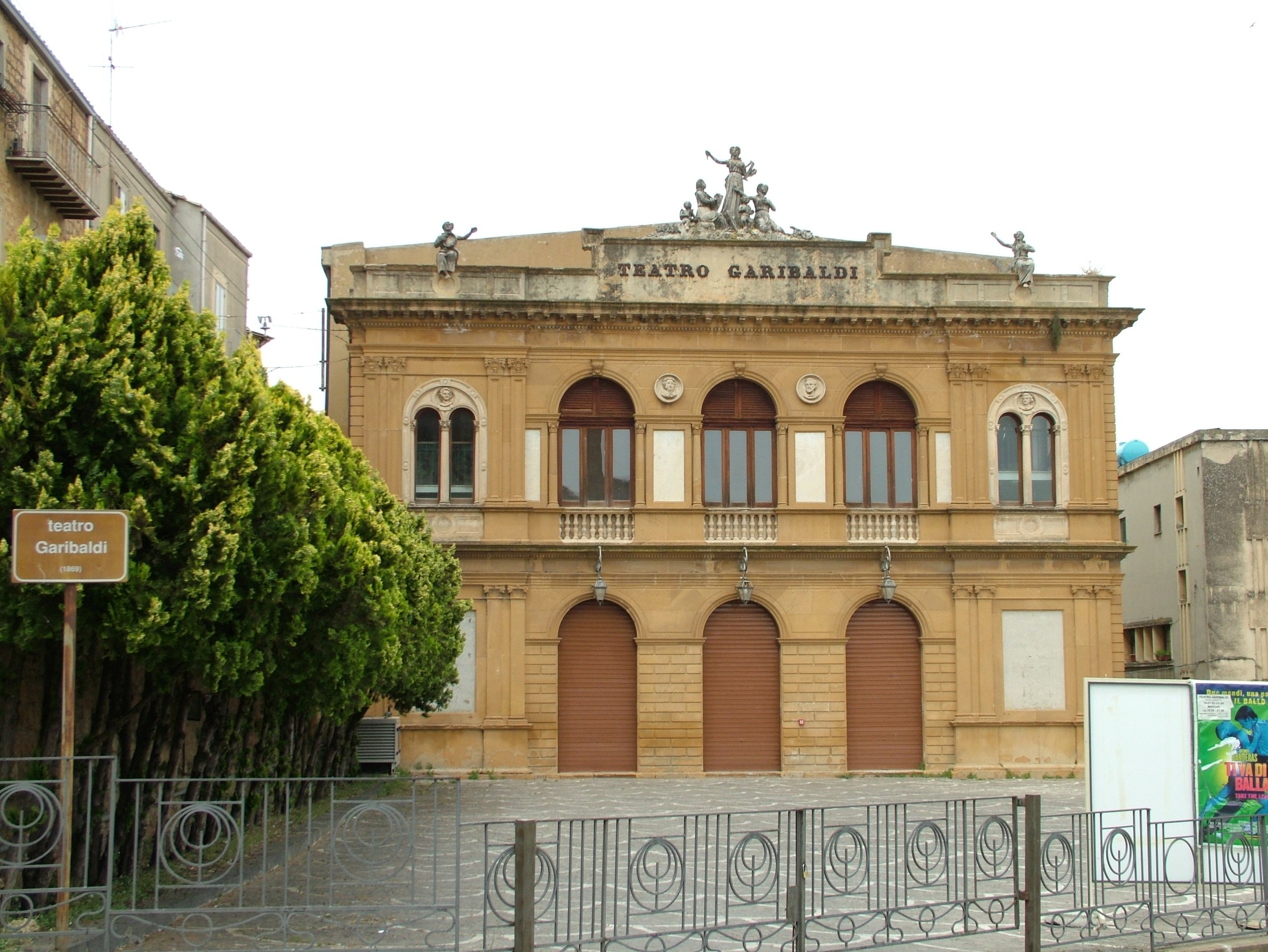
Garibaldi-Theater
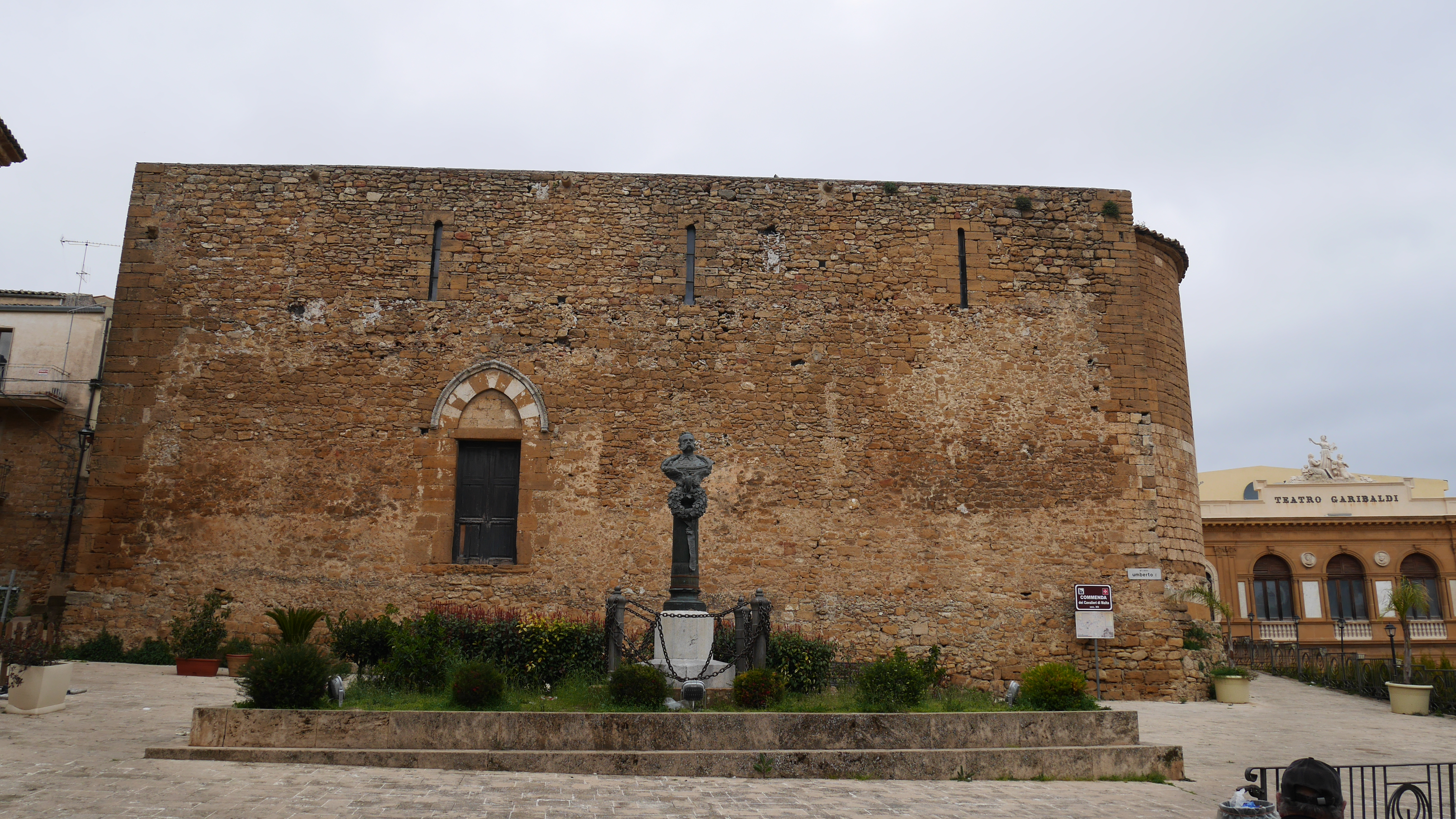
Commenda dei Cavalieri di Malta Fassade

### In der Umgebung
- Villa Romana del Casale, 4 km südwestlich von Piazza Armerina gelegen.
Die hier vorhandenen gut erhaltenen Mosaike führten dazu, dass die Villa Romana del Casale zum Weltkulturerbe der UNESCO erklärt wurde.
- Kirche Sant’ Andrea, im Jahr 1096 eingeweiht[2], mit Fresken aus dem 12. bis 15. Jahrhundert, von denen eins Papst Pius II. bei der Messe zeigt.